# 租借地
租借地（そしゃくち）とは、ある国が条約で一定期間、他国に貸し与えた土地のこと。
類似する概念に「租界」があるが、これらを区別する場合、租借地は潜在的な主権しかなく租界よりも主権譲渡の色合いが濃いものをいう。「租」とは年貢や田賦のことである。

## 概要
中国国内において列強が設定した空間的な利権として、租界・租借地・鉄道附属地・公館区域などがある。そのうち租界は主権は中国に属しながら中国側の行政権が行使されず（ないし極めて限定的）外国政府や外国人に長期間貸与された地域である。次に警察権や管理権が中国に属する自開商埠がある。これは1842年の南京条約以降に置かれたものである。租借地とは、中国の潜在的な主権が認められるだけで租界より主権譲渡の意味合いが強いが当該地域の人民を臣民として統治下におく植民地とは異なる。土地だけでなく海に接していれば周辺海域をも租借する。1898年ドイツ軍の膠州湾占拠以降に置かれるようになった。鉄道附属地は1896年中露間の「東清鉄道建設経営に関する契約」締結以降に置かれるようになった。公使館区域は1901年の義和団事件処理の条約によって設定された。勢力範囲とは中国が一定地域をいずれの国にも割譲しないことをある特定の国に対して宣言することによって生じるもので、中国側の定義では「特殊な領土的利益もしくは優越、又は排他的通商及び投資の特権を享有する」とあり、例えば1898年に日本が福建省に関して要望した内容がそれにあたる。
なお香港島および九龍半島については割譲であり、またマカオについては独占的占有であり租借地ではない。詳しくは南京条約・北京条約、中葡和好通商条約を参照。

## 歴史
租借地は中国（当時は清朝）では1898年にドイツ軍が膠州湾を占拠して以後、列強諸国によって設置されるようになった。列強諸国が中国国内で設定した空間的利権には、租界、租借地、鉄道附属地、公館区域などがあり、主権譲渡の度合いや設定される範囲に違いがあった。
中国以外の例では、1878年に大英帝国（イギリス）がオスマン帝国（トルコ）が支配していたキプロス島を租借地とした。さらに、日露戦争前にロシア帝国が馬山を租借するなど、大韓帝国中で租借が行われており、他にパナマ運河地帯も1903年のヘイ＝エラン条約でアメリカ合衆国の永久租借地とされていたが、1977年の新パナマ運河条約により、1999年12月31日正午にパナマに返還された。

## 租借地の例

### 清国における租借地
列強諸国による租借地の設置はドイツ軍による膠州湾占拠が契機とされている。1897年11月14日にドイツ東アジア巡洋艦隊は膠州湾を占領し、1898年3月6日に締結された膠州湾租借条約によって膠州湾租借地が設定され、租借地の行政機関として膠州領総督府が置かれた。ただし、租借地の性格について両国間には認識の差があり、清朝官僚はあくまでも貸与した土地と認識していた。一方、ドイツは他の植民地とは異なり膠州領総督府を外務省ではなく海軍省の管轄としたが、あくまでも膠州湾租借地はドイツ植民地と認識していたという。
なお、租借地と鉄道附属地は類型としては区別され、後者は1896年に中露間で「東清鉄道建設経営に関する条約（契約）」が締結とされてから置かれるようになった。
| 国名       | 租借地                 | 年代   | 期限       | 勢力圏                 | 鉄道敷設権（獲得年） |
| ---------- | ---------------------- | ------ | ---------- | ---------------------- | -------------------- |
| ドイツ帝国 | 膠州湾                 | 1898年 | 99年       | 山東省                 | 膠済鉄道（1898年）   |
| ロシア帝国 | 旅順・大連             | 1898年 | 25年       | 万里の長城以北         | 東清鉄道（1896年）   |
| イギリス   | 威海衛・新界           | 1898年 | 25年・99年 | 長江流域               | 深浦鉄道（1899年）   |
| フランス   | 広州湾                 | 1899年 | 99年       | 広東省・広西省・雲南省 | 滇越鉄道（1898年）   |
| 日本       | 遼東半島南部（関東州） | 1905年 | 18年→99年  | 福建省・南満洲         | 南満洲鉄道（1905年） |

### 中国以外

#### 現在の租借地
| 地域               | 本国         | 租借国         | 租借期間          |
| ------------------ | ------------ | -------------- | ----------------- |
| グァンタナモ・ベイ | キューバ     | アメリカ合衆国 | 1903年 - 永久租借 |
| サイマー運河       | ロシア       | フィンランド   | 1963年 - 2062年   |
| バイコヌール       | カザフスタン | ロシア         | 1994年 - 2050年   |
| ディエゴガルシア島 | イギリス     | アメリカ合衆国 | 1966年 - 2036年   |

#### 過去の租借地
| 地域                   | 本国                                  | 租借国                       | 租借期間        | 備考 |
| ---------------------- | ------------------------------------- | ---------------------------- | --------------- | --- |
| タティ租借地           | マタベレ王国（現 ボツワナの一部地域） | イギリス                     | 1872年 - 1911年 | ベチュアナランド保護領に併合 |
| ラド飛び地             | コンゴ自由国、ベルギー領コンゴ        | イギリス・エジプト領スーダン | 1894年 - 1910年 | レオポルド2世死後、ラドの飛び地はイギリスの統治に戻るだろうとされていたため、ベルギーはこの地域で、効果的な政府を樹立することが出来ず、反乱が起きるなど不安定化したため |
| パナマ運河地帯         | パナマ                                | アメリカ合衆国               | 1903年 - 1999年 | 永久租借地とされていたが新パナマ運河条約（1977年）に基づきパナマに返還。                                                                                                |
| コーン諸島             | ニカラグア                            | アメリカ合衆国               | 1914年 - 1971年 | 99年間の租借だったが、ブライアン・チャモロ条約の廃止によりニカラグアに返還                                                                                              |
| マリー・ヴィソツキー島 | ロシア                                | フィンランド                 | 1963年 - 2013年 | サイマー運河とともに租借されていたが、2013年以降のサイマー運河の租借条約では対象から外され、2013年に租借期限を迎えてロシア政府の管理となった。                          |
| セヴァストポリ軍港     | ウクライナ                            | ロシア                       | 1997年 - 2014年 | 2014年のクリミア半島併合に伴い、ロシアの実効支配下に移行 |